# Lám Frigyes
Lám Frigyes (Friedrich Lám, Késmárk, 1881. május 13. – Budapest, 1955. december 27.) nyelvtudós,  irodalomtörténész, történetíró és a győri leánygimnázium alapító tanára, költő, aki verseit szepességi („cipszer”) nyelven és irodalmi német nyelven jelentette meg. Híres a legrégibb cipszer nyelvjárásban írt versről írott tanulmánya. A „Karpathenverein” tiszteletbeli tagja volt.

## Művei
- Das älteste Zipser Mundartgedicht In: Zipser Heimat 1926/4.
- Dr Béla Alexander (1856-1916). Ein Zipser Mundartdichter In: Karpathen Post 1936/4-5.
- Ernst Lindner
- Eugen Bindner
- Franz Ratzenberger
- Gedichte dem Zipser Land gewidmet Budapest, 1921.
- Hensch Aurél
- Jókai és a Szepesség In: Irodalomtörténeti Közlemények, 1943.
- Julius Haug
- Neue ungarische Lyrik – Új magyar líra Budapest, 1942.
- Popperwasser Késmárk, 1924.
- Virághalmi Ferenc 1824-1875. In: A győri Magyar Kir. Állami Leánygimnázium évkönyve az 1926/27. iskolai évről Győr, 1927. pp. 3–14.
- Zipser Treue Budapest, 1921.
- A Zöld-tó tündére Ország Világ, 1921.
- Továbbá versei a Karpathen Post-ban és a Turistik, Alpinismus, Wintersport-ban

## Lásd még
- Genersich János